# (65489) Ceto
(65489) Ceto ist ein transneptunisches Objekt, das als SDO und als Zentaur eingestuft wird. Da Ceto über einen großen Begleiter namens Phorcys verfügt, kann dieses System auch als Doppelasteroidensystem verstanden werden.

## Entdeckung und Benennung
Ceto wurde am 22. März 2003 von einem Astronomenteam des California Institute of Technology in Pasadena bestehend aus Mike Brown und Chad Trujillo im Zuge des NEAT-Programms am Palomar-Observatorium bei einer Scheinbaren Helligkeit von 20 mag entdeckt. Der Asteroid erhielt zunächst die vorläufige Bezeichnung 2003 FX128.
Am 23. November 2006, zusammen mit den Systemen Typhon/Echidna und Logos/Zoe, wurden Ceto und Phorcys von der Internationalen Astronomischen Union (IAU) offiziell nach der Meeresgöttin Keto aus der griechischen Mythologie benannt, die mit ihrem Bruder Phorkys die Gorgonen, die Graiai sowie Echidna und Ladon gebar. Hauptsächlich berühmt ist sie wegen ihrer ungeheuerlichen Nachkommenschaft.
Nachträglich konnte der Asteroid bereits auf Aufnahmen nachgewiesen werden, die Ende Januar 1987 am Siding-Spring-Observatorium in Australien gemacht worden waren. Seither wurden der Planetoid und sein Begleiter durch verschiedene Teleskope wie das Hubble-, das Herschel- und das Spitzer-Weltraumteleskop sowie erdbasierte Teleskope beobachtet. Im Mai 2020 lagen 278 Beobachtungen über einen Zeitraum von mehr als 33 Jahren vor, so dass seine Umlaufbahn mit großer Genauigkeit berechnet werden konnte.

## Eigenschaften

### Umlaufbahn

Umlaufbahn des Systems Ceto-Phorcys

Ceto und Phorcys umlaufen die Sonne auf einer prograden, elliptischen Umlaufbahn zwischen etwa 17,9 AE und 182,5 AE Abstand zu deren Zentrum. Die Bahnexzentrizität beträgt etwa 0,822, die Bahn ist etwa 22,3° gegenüber der Ekliptik geneigt. Daher verläuft die stark exzentrische Umlaufbahn des Systems in seinem Perihel, das es Mitte 1989 erreichte, deutlich innerhalb der Bahn von Uranus, während es im Aphel nach etwa 500-jähriger Durchquerung des gesamten Kuipergürtels die 6-fache Distanz Neptuns bzw. 2,4-fache Apheldistanz Plutos von der Sonne erreicht. Im Perihel bewegte sich das System mit einer Bahngeschwindigkeit von etwa 9,5 km/s. Zurzeit (Mai 2021) ist es etwa 41,3 AE von der Sonne entfernt. Etwa im Jahr 2494 werden Ceto und Phorcys ihr Aphel erreichen, sie sind dann etwa 183,2 AE bzw. 27,4 Mrd. km von der Sonne entfernt und bewegen sich dann nur mit einer Bahngeschwindigkeit von etwa 0,94 km/s. Sein nächstes Perihel erreicht das System wahrscheinlich um das Jahr 2996, die Umlaufzeit wird durch die gravitativen Kräfte der Planeten auf etwa 1007 Jahre verändert (der vorige Umlauf dauerte etwa 1010 Jahre).

### Rotation
Ceto rotiert in etwa 4 Stunden und 25 Minuten einmal um seine Achse. Daraus ergibt sich, dass er in einem Ceto-Jahr etwa 1,98 Mio. Eigendrehungen („Tage“) vollführt.

### Größe / Oberfläche
Ceto hat einen Durchmesser von 223 km, beruhend auf einem angenommenen Rückstrahlvermögen von 5,8 %. Die Oberfläche ist damit ausgesprochen dunkel. Ihr Durchmesser war zuvor auf 174 km geschätzt worden.

### Innerer Aufbau
Der binäre Charakter des Systems hat es ermöglicht, die Masse des Systems direkt zu berechnen, wobei der Massenanteil von Ceto im System 69,1 % beträgt. Dies lieferte auch weitere Hinweise auf die innere Zusammensetzung beider Komponenten. Die Dichte des Systems wurde mit 1,37 g/cm³ als relativ niedrig errechnet. Falls das System im Innern nicht porös ist (→Rubble Piles), besteht es aus einer Wassereis-Gestein-Mischung, wobei der Gesteinsanteil etwa 50 % beträgt.
Es wurde die Hypothese aufgestellt, dass Gezeitenkräfte, zusammen mit anderen potenziellen Hitzequellen (zum Beispiel Kollisionen oder 26Al-Zerfall) die Temperatur möglicherweise ausreichend erhöht haben, sodass amorphes Eis kristallisierte und die Leerräume in beiden Körpern auffüllte. Dieselben Gezeitenkräfte könnten für die quasi-runden Umlaufbahnen der beiden Komponenten verantwortlich sein.

## Mond
Am 9. September 2006 entdeckte ein anderes Astronomenteam um Keith S. Noll mit dem Hubble-Weltraumteleskop einen natürlichen Begleiter, dessen Durchmesser um nur 23,4 % kleiner ist. Damit weist dieses System in absoluten und relativen Größenverhältnissen starke Parallelen zum Cubewano-Doppelsystem Borasisi-Pabu auf, dessen beide Komponenten sich hingegen in etwa 2,5-fach größerer Distanz umkreisen. Ceto-Phorcys ist als Doppelasteroidensystem aufzufassen, vergleichbar mit dem – offiziell als solches – benannten System (79360) Sila-Nunam.